# مهدی هادیان
مهدی هادیان (زاده ۱۱ دی ۱۳۴۴) سرتیپ خلبان اف-۴ فانتوم نیروی هوایی ارتش جمهوری اسلامی ایران است، که از ۷ مهر ۱۴۰۰ تا ۱۶ اردیبهشت ۱۴۰۴ به‌عنوان جانشین فرمانده نیروی هوایی ارتش فعالیت می‌کرد.
هادیان در سال ۱۳۶۴ به عضویت ارتش جمهوری اسلامی ایران درآمد. وی از ۱۳۸۸ تا ۱۳۹۴ فرمانده پایگاه ششم شکاری بوشهر بود، در فاصله سالهای ۱۳۹۴ تا ۱۳۹۷ به‌عنوان فرمانده دانشگاه علوم و فنون هوایی شهید ستاری فعالیت می‌کرد و از ۱۳۹۷ تا ۱۴۰۰ معاونت هماهنگ‌کننده فرمانده نیروی هوایی ارتش را برعهده داشت و از ۱۴۰۰ تا ۱۴۰۴ جانشین فرمانده نیروی هوایی ارتش بود.

## زندگی‌نامه
مهدی هادیان در ۱۱ دی ۱۳۴۴ در یکی از توابع کرج زاده شد، هادیان اصالتا طالقانی می‌باشد، وی در خرداد ۱۳۶۴ در نیروی هوایی ارتش جمهوری اسلامی ایران استخدام شد و پس از گذراندن دوره مقدماتی خلبانی در سال ۱۳۶۷ از دانشکده خلبانی نهاجا فارغ‌التحصیل و به عنوان خلبان هواپیما شکاری مشغول انجام وظیفه شد.
از ۱۳۷۳ تا ۱۳۸۸ با درجه ستوان یکمی معلم خلبان هواپیمای اف ۴ بود. در طول این سال‌ها، مأموریت‌های مختلف عملیاتی و همچنین مأموریت‌های بسیاری با محوریت پروازهای آموزشی انجام داد و در مانورها و رزمایش‌ها و پروازهای عملیاتی و تاکتیکی حضوری جدی داشت. در سال ۸۸ به‌عنوان فرمانده پایگاه هوایی شهید یاسینی بوشهر انتخاب و مدت ۶ سال در این مسئولیت باقی ماند.
هادیان از سال ۱۳۹۴ تا نیمه شهریور ۱۳۹۷ مسئولیت فرماندهی دانشگاه علوم و فنون هوایی شهید ستاری نیروی هوایی ارتش را بر عهده داشت. او در ۱۴ شهریور ماه ۱۳۹۷ با پیشنهاد عزیز نصیرزاده فرمانده نیروی هوایی ارتش و تصویب فرمانده کل ارتش جمهوری اسلامی ایران، به سمت معاونت هماهنگ‌کننده نیروی هوایی ارتش منصوب شد. وی در تاریخ ۱۶ اردیبهشت ماه ۱۴۰۴ جای خود را به سرتیپ خلبان علی‌اکبر طالب‌زاده داد.

## جایزه‌ها و نشان‌های افتخار
این بخش شامل نشان‌ها و جایزه‌های رسمی هادیان است که بر روی لباس همسان او نصب می‌شود ولی جایزه‌های غیرنظامی و غیررسمی را دربر نخواهد گرفت.

### آرم‌ها
| آرم‌های سینه             |          |
| هیئت معارف جنگ          | خلبان F4 |
| دانشگاه فرماندهی و ستاد | آجا      |
| دانشگاه عالی دفاع ملی   |          |

| آرم‌های بازو |
| نهاجا       |

### نوار نشان‌ها
| نشان ایثار         |            |              |
|                    |            |              |
| دوره کارشناسی ارشد | دوره دکتری | دوره سرپرستی |
|                    |            | دوره تخصصی   |
|                    |            |              |

### نام نشان‌ها
| نشان ایثار             |                        |              |
| نشان جهاد              | نشان دانش              | نشان ورزش    |
| دوره کارشناسی ارشد     | دوره دکتری             | دوره سرپرستی |
| دوره عالی              | دوره دافوس             | دوره تخصصی   |
| دوره سوم دانشگاه افسری | دوره دوم دانشگاه افسری | دوره مقدماتی |